# Nationalkonvent

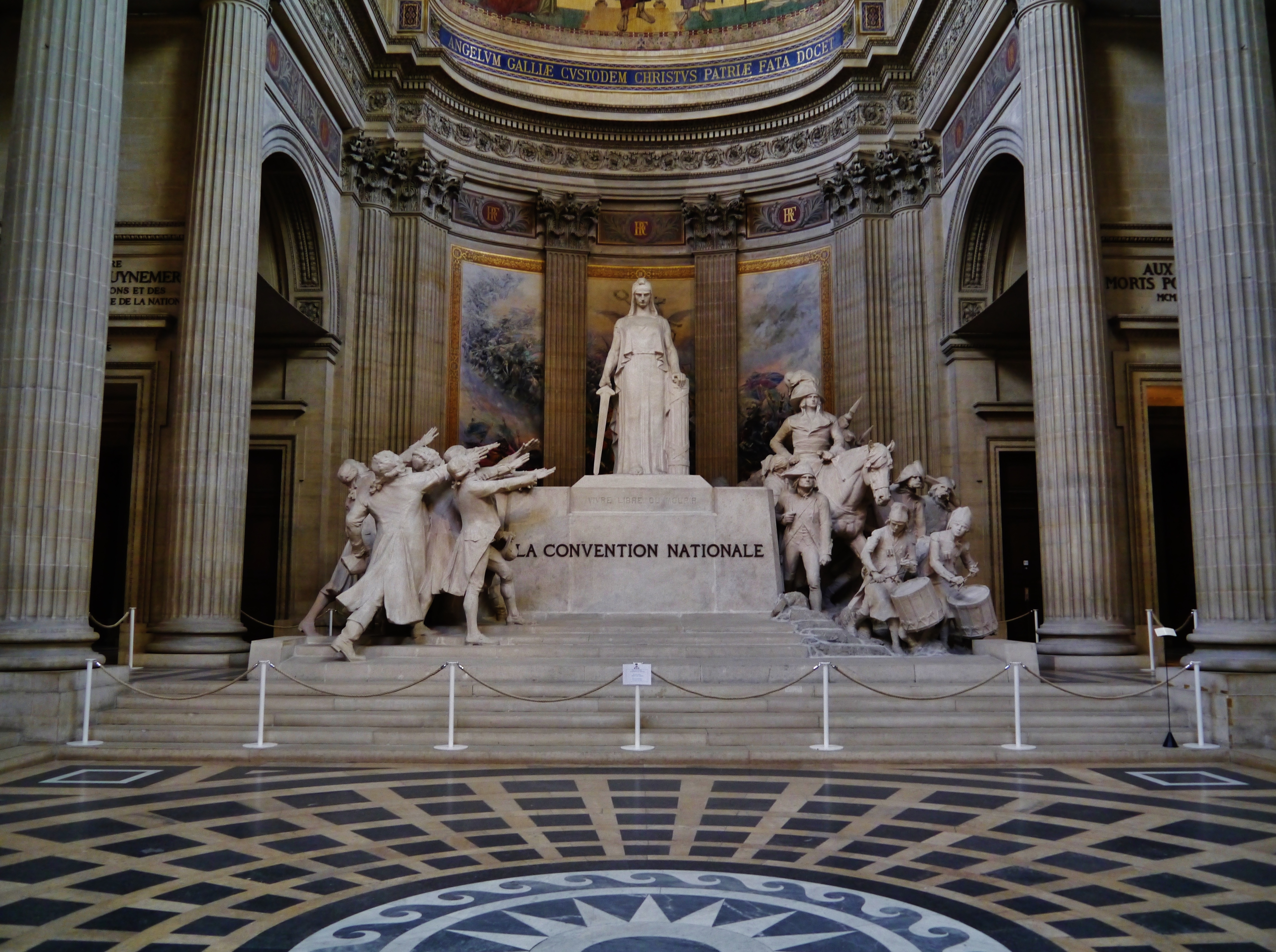
La Convention Nationale (Der Nationalkonvent) von François Sicard, auf dem Sockel die Inschrift: Vivre libre ou mourir „Lebe frei oder stirb“ (in der Apsis des Panthéons in Paris)

Der Nationalkonvent (französisch Convention nationale) war während der Französischen Revolution die konstitutionelle und legislative parlamentarische Versammlung, die vom 20. September 1792 bis zum 26. Oktober 1795 (dem 4. Brumaire des Jahres IV.) tagte.

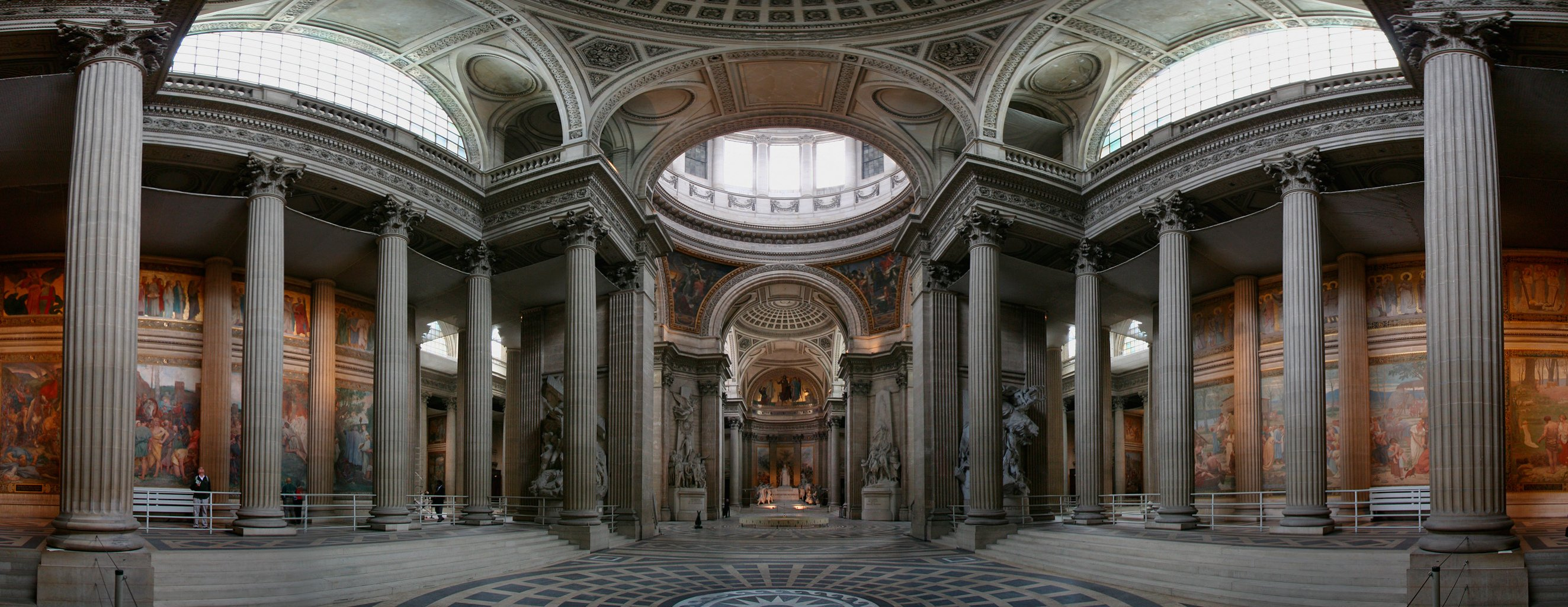
Im Panthéon

## Geschichte des Nationalkonvents
Am 10. August 1792, als die Pariser Volksmassen die Tuilerien stürmten (Tuileriensturm) und die Abschaffung der Monarchie forderten, verordnete die Gesetzgebende Versammlung die vorläufige Suspendierung des Königs und die Einberufung eines Nationalkonvents, der eine Verfassung entwerfen sollte.
Wahlrecht

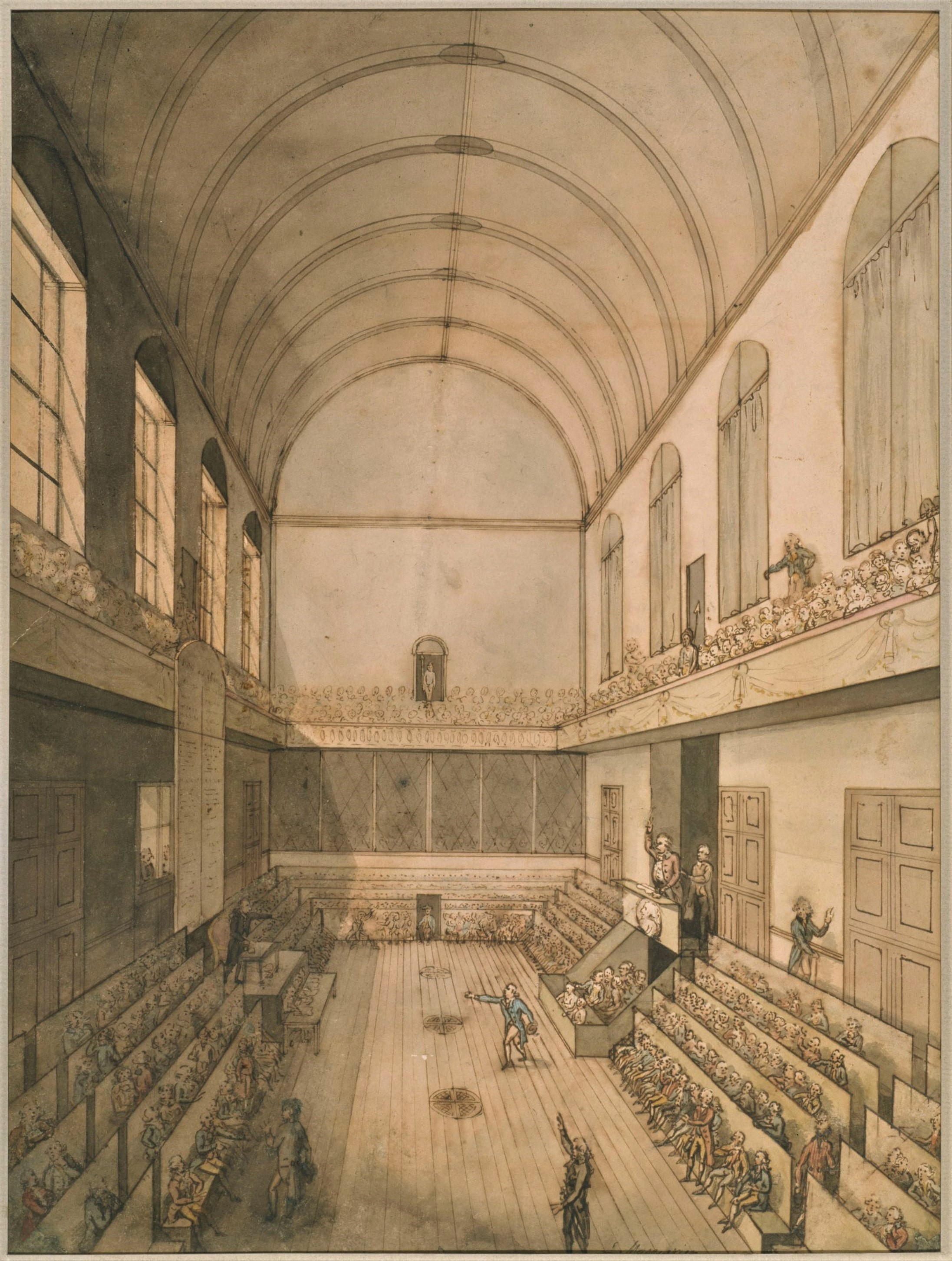
Die Salle du Manège: Tagungsort des Nationalkonvents von 1792 bis 1793

Zur damaligen Zeit wurde entschieden, dass die Abgeordneten in diesem Konvent von allen männlichen Franzosen ab 21 Jahren – die über ein Jahr in Frankreich ansässig waren und von ihrer Arbeit lebten – gewählt werden. Der Nationalkonvent war somit die erste französische Versammlung, die durch ein Wahlrecht ohne Klassenunterschiede gewählt wurde. Das Mindestalter für das aktive Wahlrecht wurde auf 21 Jahre gesenkt, während man fortan ab dem Alter von 25 Jahren das passive Wahlrecht in Anspruch nehmen konnte.
Tagungen
Die erste Sitzung fand am 20. September 1792 statt und am nächsten Tag wurde das Königtum abgeschafft. Am 22. September 1792 wurde entschieden, dass alle Dokumente künftig mit einer Jahreszählung datiert würden, die mit dem Jahr I der Französischen Republik beginne. Diesbezüglich wird im folgenden Jahr auch ein neuer Kalender (Französischer Revolutionskalender) mit neuen Monatsnamen eingeführt  (gemäß einer Entscheidung des Nationalkonvents vom Oktober 1793 mit Inkrafttreten am 4. Frimaire II (24. November 1793) rückwirkend zum 1. Vendemiaire des Jahres I (22. September 1792) mit der Absicht, die als unumkehrbar angesehene Revolution mit einer neuen Zeitrechnung zu versehen). Der seit dem 20. September 1792 tagende Konvent sollte für drei Jahre wirken. Das Land befand sich im Krieg und es schien das Beste, die neue Konstitution auf die Zeit nach einem Friedensschluss aufzuschieben. Zugleich mit der Verlängerung seiner Vollmacht dehnte er auch seine Befugnisse erheblich aus, um den dringenden Gefahren begegnen zu können, die die Republik bedrohten. Obwohl er eine legislative Versammlung war, übernahm er die exekutive Gewalt und vertraute sie seinen eigenen Mitgliedern an. Diese Vermischung der Gewalten, die den philosophischen Theorien – insbesondere denen Montesquieus – entgegenstand, die die Revolution anfangs inspiriert hatten, war eines der wesentlichen Charaktermerkmale des Konvents. Die Reihe von außergewöhnlichen Maßnahmen, durch die die Verschmelzung der Gewalten hervorgebracht wurde, begründete die Revolutionäre Regierung im eigentlichen Wortsinne, eine Regierung, die vornehmlich während der Zeit der Terrorherrschaft in Kraft war. Deshalb ist es nötig, in der Arbeit des Konvents die vorübergehenden Notbehelfe von den als dauerhaft beabsichtigten Maßnahmen zu unterscheiden.
Der Konvent
Der Konvent, der seine erste Sitzung in einem Saal der Tuilerien abhielt, tagte wie zuvor schon die Konstituante und die Gesetzgebende Versammlung im nahegelegenen Manegesaal. Schließlich zog er am 10. Mai 1793 in einen riesigen Saal im Théâtre des Tuileries um (Spectacles), in dem die Abgeordneten nur locker verstreut saßen. Dieser letzte Saal hatte Tribünen für die Öffentlichkeit, die wie die sogenannten Tricoteuses de Robespierre die Debatten oft durch Applaus und Zurufe unterbrach. Die Gesamtzahl der Abgeordneten betrug 749, wobei 33 aus den Kolonien nicht mitgezählt sind, von denen nur ein Teil in Paris erschien. Abgesehen von diesen waren aber auch die zwischen 1792 und 1795 annektierten Départements berechtigt, Abordnungen zu schicken. Viele der ursprünglichen Abgeordneten starben während der Sitzungsperiode oder wurden verbannt, aber nicht alle ihre Sitze wurden durch Nachrücker besetzt. Einige von denen, die während des Terrors geächtet wurden, kehrten nach dem 9. Thermidor wieder. Schließlich wurden viele Mitglieder in die Départements oder in die Armee geschickt, mit Missionen, die manchmal eine beträchtliche Zeitspanne beanspruchten. Aus all diesen Gründen ist es schwierig, die Zahl der Abgeordneten zu benennen, die zu einem gegebenen Zeitpunkt anwesend waren, denn namentliche Abstimmungen waren selten. Während des Terrors lag die Anzahl der Abstimmenden im Schnitt nur bei 250 Personen. Die Mitglieder des Konvents entstammten allen Schichten der Gesellschaft, aber am zahlreichsten vertreten waren Anwälte. 75 Mitglieder hatten in der Konstituante gesessen, 183 in der Gesetzgebenden Versammlung.
Gemäß seinem eigenen Beschluss wählte der Konvent alle zwei Wochen seinen Präsidenten. Er war nach Ablauf von zwei Wochen wieder wählbar. Gewöhnlich wurden die Sitzungen morgens abgehalten, aber es gab auch häufig abends Sitzungen, die oft bis spät in die Nacht dauerten. Unter außergewöhnlichen Umständen erklärte der Konvent sich manchmal für permanent und tagte mehrere Tage lang ohne Unterbrechung. Sowohl für legislative als auch für administrative Zwecke benutzte der Konvent Ausschüsse, deren Befugnisse mehr oder weniger weit durch aufeinanderfolgende Gesetze ausgedehnt oder beschnitten wurden. Die bedeutendsten dieser Ausschüsse waren das Comité de salut public (Wohlfahrtsausschuss), das Comité de sûreté générale (Sicherheitsausschuss) und das Comité de l’instruction.
Anstrengungen des Konvents
Die Anstrengungen des Konvents in allen Gebieten der öffentlichen Angelegenheit waren immens. Um sie ohne Vorurteil zu würdigen, sollte man sich in Erinnerung rufen, dass die Versammlung Frankreich vor einem Bürgerkrieg und vor einer Invasion schützte, dass sie das System der öffentlichen Ausbildung (Museum, École Polytechnique, École Normale Supérieure, École des Langues orientales, Conservatoire) gründete, dass sie Institutionen von höchster Bedeutung schuf, wie die des Grand Livre de la Dette publique, und dass sie die sozialen und politischen Errungenschaften der Revolution etablierte.

## Zusammensetzung der Nationalversammlungen
Nationalkonvent 20. September 1792 (ca. 750 beim Zusammentritt, aber mit ständig wechselnder Zahl)
| La Montagne – „Bergpartei“ (140)                   | Marais – „Ebene“, „Sumpf“ (450)                                              | Girondisten (160) |
| Radikale Jakobiner (z. B. Robespierre, Saint-Just) | Unentschieden, neigen bis zum Sturz Robespierres mehr und mehr nach links →← |                   |

Gesetzgebende Nationalversammlung 1. Oktober 1791 (ca. 750)
| Demokraten (136) (= Jakobiner)                     | Demokraten (136) (= Jakobiner)                                                   | „Unabhängige“ (350)                   | Konstitutionelle (264) (Feuillants)               |
| Radikale Jakobiner, Interessen des Kleinbürgertums | Girondisten (u. a. Abgeordnete aus dem Département Gironde), mittleres Bürgertum | Unbestimmte Masse, ohne feste Meinung | Für die Aufrechterhaltung der Verfassung von 1791 |

Verfassunggebende Nationalversammlung (Konstituante) 1789 (ca. 800)
| Demokraten                                                                                                  | Konstitutionelle | Monarchisten                                                                             | Aristokraten                               |
| --- | --- | ---------------------------------------------------------------------------------------- | ------------------------------------------ |
| Vertreter der Interessen der Volksmassen, für allgemeines Wahlrecht, Anhänger Rousseaus (z. B. Robespierre) | Vertreter der Interessen des Großbürgertums, für eine konstitutionelle Monarchie, Anhänger Montesquieus (z. B. Marquis de Lafayette, Abbé de Sieyès) | Für eine starke Stellung des Königs durch absolutes Veto (z. B. Monier, Lally-Tollendal) | Für die Beibehaltung der alten Privilegien |